# 776년

## 연호
- 당(唐) 대력(大曆) 11년
- 일본(日本) 호키(宝亀) 7년

## 기년
- 당(唐) 대종(代宗) 15년
- 신라(新羅) 혜공왕(惠恭王) 12년
- 발해(渤海) 문왕(文王) 40년